# Antocha (Orimargula) kraussi
Antocha (Orimargula) kraussi is een tweevleugelige uit de familie steltmuggen (Limoniidae). De soort komt voor in het Afrotropisch gebied.